# Jagenberg (Unternehmen)

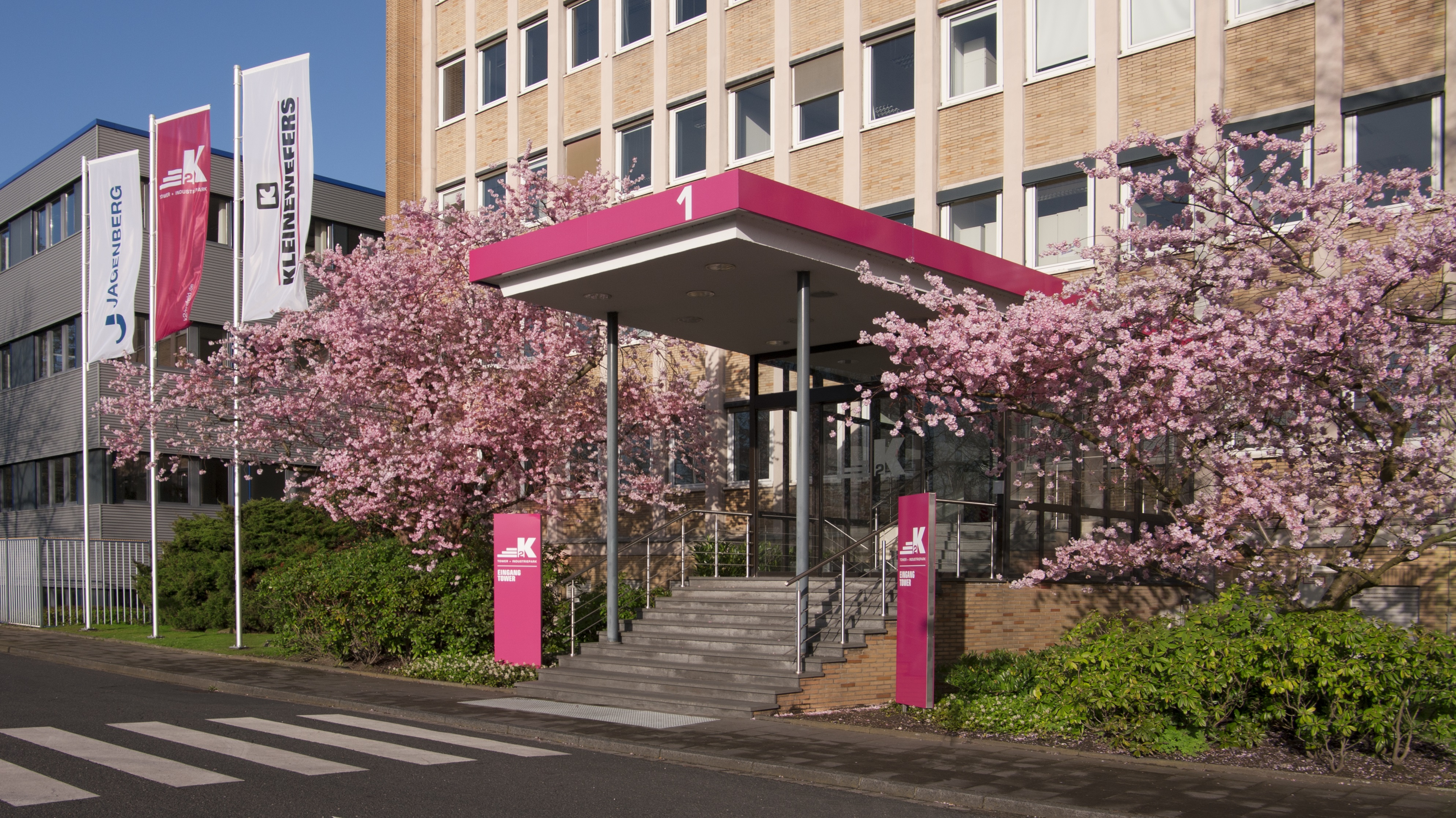
Hauptsitz der Jagenberg AG in Krefeld, 2017

Die Jagenberg AG ist eine Holding für Beteiligungen in den Bereichen Maschinenbau und Technische Textilien mit Sitz in Krefeld. Sie gehört seit 2003 zur Unternehmensgruppe von Jan Kleinewefers.

## Geschichte

### 19. und frühes 20. Jahrhundert

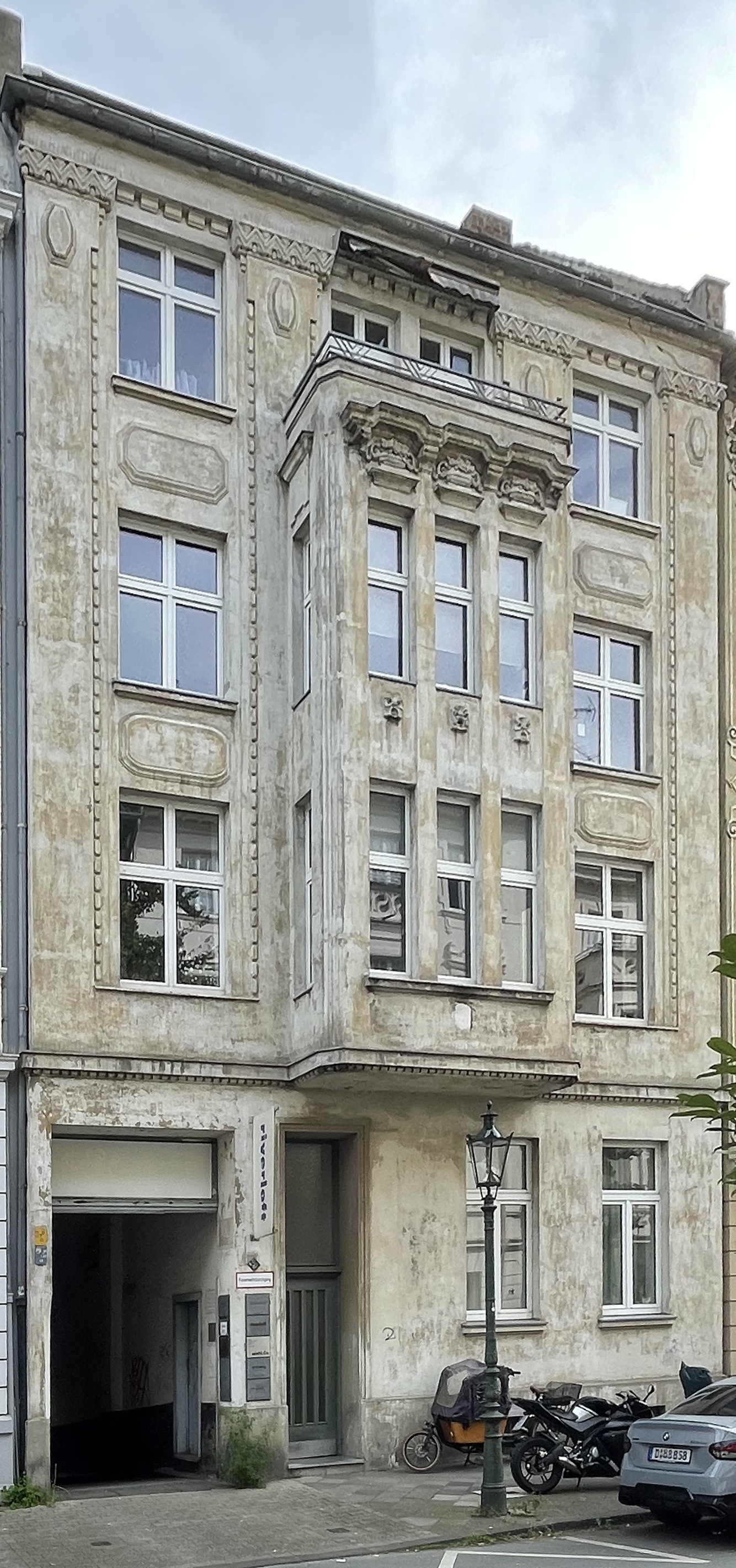
Ehemalig Firma Ferd. Emil und Max Jagenberg an der Konkordiastraße 20 in Unterbilk (2022)

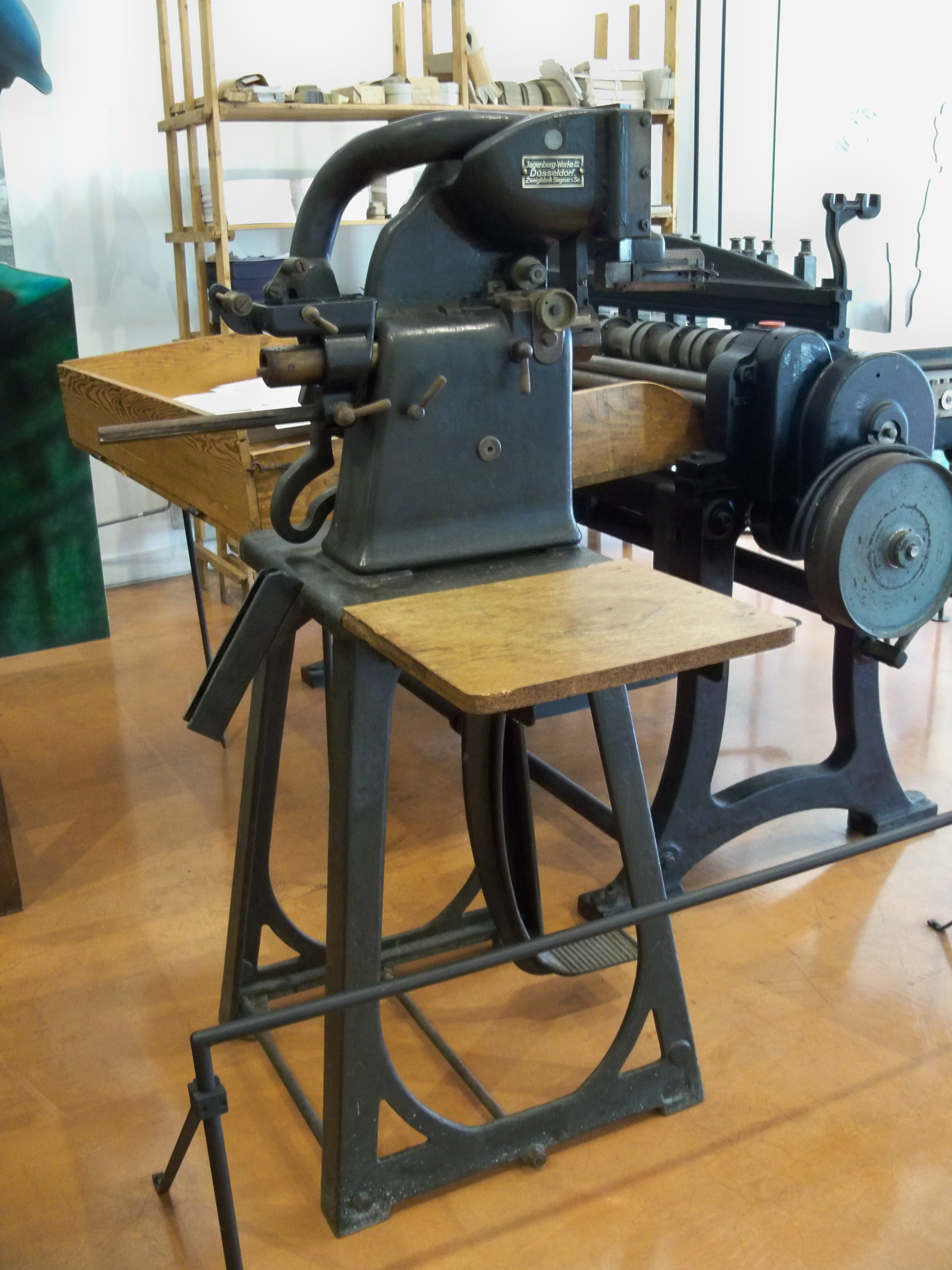
Schneidemaschine von Jagenberg, nach 1922, Musée du cartonnage et de l’imprimerie, Valréas

1878 kam Ferdinand Emil Jagenberg (1817–1905) nach Düsseldorf. Seine Familie betrieb in Solingen und Altenkirchen erfolgreich ein Papiermühlenunternehmen, Ferdinand Emil hatte die Fabrik in Solingen geleitet. Nun eröffnete er den Papiergroßhandel Ferd. Emil Jagenberg in Düsseldorf. Zwölf Jahre später begann Jagenberg mit dem Bau von Rollenschneidemaschinen für Papierrollen, womit die Firma die Grundlagen für die Entwicklung und Produktion eigener Maschinen legte. 1892 erhielt das Unternehmen auf eine Jagenberg-Maschine erstmals ein Patent. 1895 zog die Firma auf das Gelände der ehemaligen Kraut-Mühle in Unterbilk um, gleichzeitig ging die Geschäftsführung der offenen Handelsgesellschaft an Ferdinand Emils Söhne Emil (1866–1931) und Max Jagenberg (1867–1931) über; sie entstammten seiner dritten Ehe mit der Solinger Kaufmannstochter Hulda, geb. Neuhaus (1832–1904). Neben Maschinen vertrieb das Unternehmen auch den Klebstoff Salicum. 1900 gewann das Unternehmen eine goldene Medaille auf der Pariser Weltausstellung. Mit seinen Maschinen, z. B. zur Etikettierung von Bierflaschen, hatte das Unternehmen nun international Erfolg. 1906 wurde in Düsseldorf-Bilk ein neues Fertigungsgelände errichtet, die Jagenberg-Fabrik, dessen Hauptgebäude der denkmalgeschützte Salzmannbau ist.
In den 1910er Jahren entstanden zahlreiche Verkaufs- und Tochtergesellschaften, u. a. in London, New York und Holland. Im sächsischen Siegmar und in Rotterdam wurden Zweigfabriken errichtet. Im Ersten Weltkrieg lieferte Jagenberg der Rüstungsindustrie zu. 1917 ging die Firma an die Börse, die Jagenberg-Werke Aktiengesellschaft entstand. 1928 beschäftigte Jagenberg 1.350 Menschen. 1930 lässt sich Jagenberg, inspiriert von ähnlichen Produkten in den USA, Perga patentieren, parafinierten Karton als Milchverpackung; in der Nachkriegszeit wurde es zu einem erfolgreichen Produkt. Nach dem Tod von Emil und Max Jagenberg übernahm 1931 deren Neffe Günther Meyer-Jagenberg (1896–1967) den Vorstandsvorsitz. Während des Nationalsozialismus konnte Jagenberg weiter produzieren, unter anderem mithilfe von Kriegsgefangenen und Zwangsarbeitern. Jagenberg wurde zum Zulieferer für den Rüstungsbetrieb Rheinmetall-Borsig. 1939 übernahm das Unternehmen die Aktienmehrheit der Sächsischen Cartonagen-Maschinen AG (Scamag) in Dresden, im Juli 1942 erhöhte sie das Aktienkapital um 1,7 Mio. Reichsmark auf 5 Mio. Reichsmark.

### Nach dem Zweiten Weltkrieg
Nach dem Zweiten Weltkrieg wurde das zerstörte Werk in Düsseldorf wieder aufgebaut, Perga und andere Unternehmenszweige werden zu eigenständigen Firmen. In den 1950er und 1960er Jahren entstanden erneut Tochterfirmen, diesmal unter anderem in Kanada, Schweden, Italien und in Enfield, Connecticut. 1953 waren 1.640 Menschen bei Jagenberg beschäftigt, 1878 waren es bereits über 3.000. 1970 folgte Werner P. Roell seinem Schwiegervater als Vorstandsvorsitzender nach. 1971 begann die Maschinenproduktion im neu erbauten Werk in Neuss-Grimlinghausen.

1981 übernahm die Rheinmetall Maschinenbau GmbH 76 Prozent der Aktien an der Jagenberg-Werke AG, überwiegend von der Familie Jagenberg-Roell, dem Bankhaus Bagel und der Simonbank. Seit 1982 heißt das Unternehmen Jagenberg AG. Jagenberg verfügte nun über die Geschäftsbereiche Papierausrüstung, Verpackungssysteme, Verpackungstechnik und Sondermaschinen.

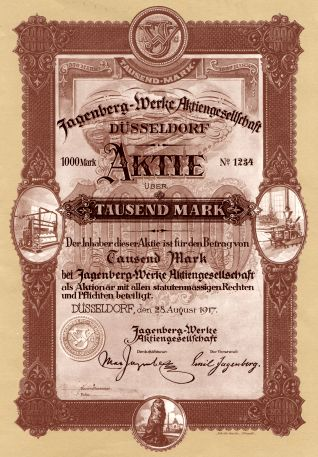
Aktie der Jagenberg-Werke Aktiengesellschaft von 1917

In den 1980er und 1990er Jahren übernahm Jagenberg mehrere Unternehmen aus dem Maschinenbau, unter anderem Kampf GmbH & Co. KG, Lemo Maschinenbau sowie Bachofen + Meier AG.

### 21. Jahrhundert
Nach der Entscheidung des Großaktionärs Rheinmetall sich von Jagenberg zu trennen, wurde in einem ersten Schritt 1999/2000 der Geschäftsbereich Verpackungstechnik an die IWKA veräußert. Der Geschäftsbereich Papiertechnik und Maschinenbau, außerdem einige ausländische Tochtergesellschaften, wurden zum Jahreswechsel 2001/2002 an den Voith-Konzern verkauft. In den darauffolgenden Jahren wurden auch die weiteren Sparten jeweils verkauft: der Querschneiderbereich an die bielomatik Leuze GmbH & Co., die Bachofen + Meier AG an die Maschinenfabrik Max Kroenert GmbH & Co., die Jagenberg Diana GmbH an Heidelberger Druckmaschinen und die Lemo Maschinenbau GmbH an einen Private-Equity-Investor.

Logo der Jagenberg AG bis 2021

Im Sommer 2003 übernahm die Kleinewefers GmbH schließlich Rheinmetalls Beteiligungen in Höhe von 93,7 Prozent an der defizitären Jagenberg AG und der letzten operierenden Tochterfirma Kampf. Kleinewefers integrierte daraufhin den eigenen Kunststoffanlagenbau (KKA) in die Kampf GmbH & Co. Maschinenfabrik.
Kleinewefers integrierte in den folgenden Jahren zahlreiche andere Firmen und Firmenbeteiligungen in die Jagenberg-Gruppe, mit dem Ziel sie zu einer Management-Holding für Industrieunternehmen umzubauen. Zu den Erwerbungen zählten 2004 eine Beteiligung an der Pagendarm BTT GmbH aus Hamburg (Bau von Beschichtungsanlagen), an der WT Wickeltechnik GmbH (Schneid- und Wickelmaschinen) und 2005 an der Eduard Küsters Maschinenfabrik GmbH & Co. KG (2006 Verkauf an Andritz). 2008 übernahm Jagenberg die Krefelder Firma TAG Composites & Carpets aus der Insolvenz, 2021 wurde das Unternehmen geschlossen. Die beiden 2009 erworbenen Gesellschaften Verseidag Ballistic Protection und Verseidag-Indutex wurden 2011 an Rheinmetall bzw. 2020 an Serge Ferrari veräußert.
2021 stellte der Vorstand Erich Bröker einen neuen Markenauftritt für die Jagenberg AG vor, der alle damaligen 19 Unternehmen und 1.300 Mitarbeiter weltweit unter der Dachmarke vereinen sollte, zu diesem Zeitpunkt hielt Kleinewefers 100 % an Jagenberg 2022 gehörten laut eigenen Angaben 23 Gesellschaften zur Jagenberg AG.